# Mai Muang-dem
Kan Phuengboon Na Ayutthaya (16 de junho de 1905 - 4 de março de 1942 ), mais conhecido pelos pseudônimos Mai Muang-derm e Kritsana Phuengboon, foi um escritor tailandês. Suas obras mais famosas incluem PleGao (Trauma), Bang Rajan, Saen Saep e Khunsuk.

## Histórico
Kan Phuengboon Na Ayutthaya nasceu no 14º dia da lua crescente, 7º mês, Ano da Cobra, 2448 da Era Budista (correspondente a 16 de junho de 1905), no subdistrito do Templo Mahanop, Bangkok. Ele era filho de Luang Pli Phuengbun e Luang Saeng Phuengbun. Formou-se pelas escolas Wat Ratchabophit e Wat Bowonniwet. Ele morreu em 4 de março de 1942, aos 37 anos.
- Em 1922 tornou-se funcionário público do Royal Household Bureau.
- Em 1926, pediu demissão do serviço público para trabalhar por conta própria, mas as coisas não saíram como ele esperava. Ele ficou desempregado e começou a beber, tornando-se alcoólatra.
- Em 1935, inicia sua carreira como escritor usando suas próprias experiências de vida para escrever um romance chamado “Rebocador do Norte”, mas nenhuma editora estava interessada em publicá-lo[2]. No entanto, por causa de uma paixão, ele escreve outra história chamada “Quarto de aluguel No. 13”, que foi rejeitada pelas editoras novamente. Hem Vejakorn, que era parente e amigo próximo, demitiu-se da editora “Ploenchit” e montou sua própria editora, publicando diariamente sob o nome “Khana Hem”. Kan Phuengboon Na Ayutthaya tornou-se um escritor regular nessa editora e escreveu “Mulher do palácio” sob o pseudônimo “Kritsana Phuengboon”.[2]

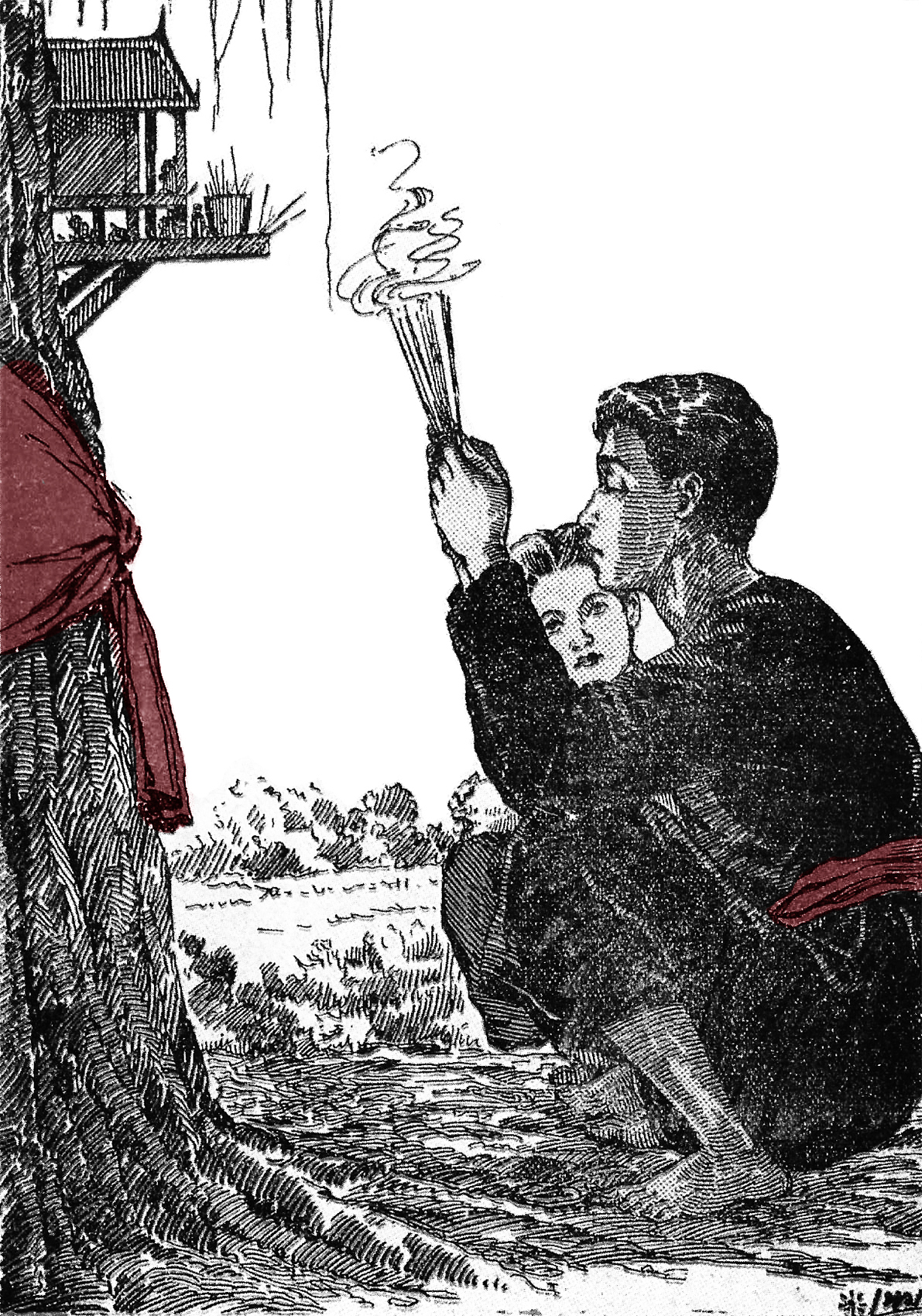
Ilustração do livro Trauma, de 1936.

- Ilustração do livro Trauma, de 1936.Em 1936, ele publica o romance “Trauma” sob o novo pseudônimo “Mai Muang Derm”.[2][3] Esse romance foi um grande sucesso, sendo adaptado para o cinema diversas vezes[4]. Publica ainda, “Khun Suek” o romance tailandês mais longo da época e sua última obra.
- Morreu devido às complicações de saúde adquiridas com o alcoolismo[1].

## Obras
- Trauma
- Muito safado
- Dez mil bordéis
- Camisa cruzada
- Limpar alguns
- Cisne perdido
- Carroça quebrada
- A canoa virou
- Tigre Bang
- Bang Rachan
- Garota inclinada
- Bueng Khun Sang
- Fogueira a carvão
- Viúva
- No meio do fogo
- Santuário
- Homem dos Três Templos
- Custo do leite
- Pessoas diferentes
- Cara de arado
- Velho
- Pecado na água
- Duas batalhas
- Tigre de campo
- Senhora das cavernas
- Marca de arado
- Pontão caiu
- Ela proíbe
- Campo entrando na cidade
- Ex-governador
- Ai Khun Tanga
- Batalha de Krathum Lai
- Espinhos, espinhos
- Barco musical-Ruay
- Major Phra Bandhun
- Cabana no final do arrozal
- Caudilho